# Подвижной состав Харьковского метрополитена
Подвижной состав Ха́рьковского метрополите́на, Ха́рьковского метро́ (укр. Рухомий склад Харківського метрополітену, Харківського метро) состоит из вагонов на реостатно-контакторной системе управления Еж3/Ем-508Т до капитально-восстановительного ремонта и с модернизациями, 81-717/714 с модификациями и уникальных для постсоветского пространства вагонов 81-718/719 с модификациями на тири́сторно-и́мпульсной системе управления, эксплуатирующихся на Алексеевской линии и единственной модели вагонов 81-7036/7037 с асинхронным тяговым приводом (первые на территории Украины), эксплуатирующихся на Салтовской линии. Их в  разные периоды времени поставляли Мытищинский машиностроительный завод и Ленинградский вагоностроительный завод имени И. Е. Егорова (из РСФСР) и Крюковский вагоностроительный завод (расположенный в г. Кременчуг), после принятия Акта независимости Украины 24 августа 1991 года и последующего распада СССР.
Подвижной состав Харьковского метрополитена во время работы в качестве бомбоубежища также играет роль в укрытии мирного населения от бомбёжек Российской армии в ходе вторжения на Украину, включая битву за Харьков в 2022 году.

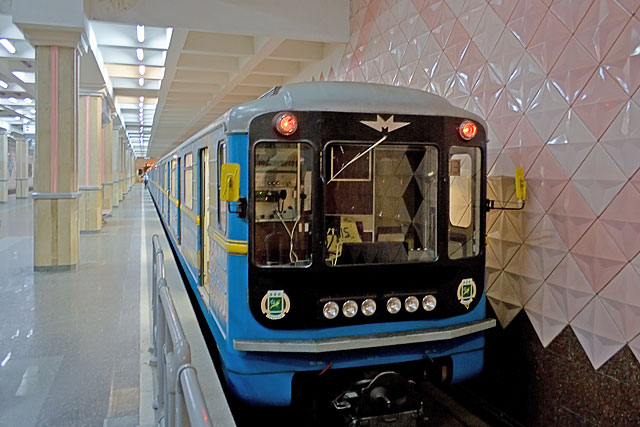
Тип электровагонов 81-718.2/719.2 на станции «23 Августа»

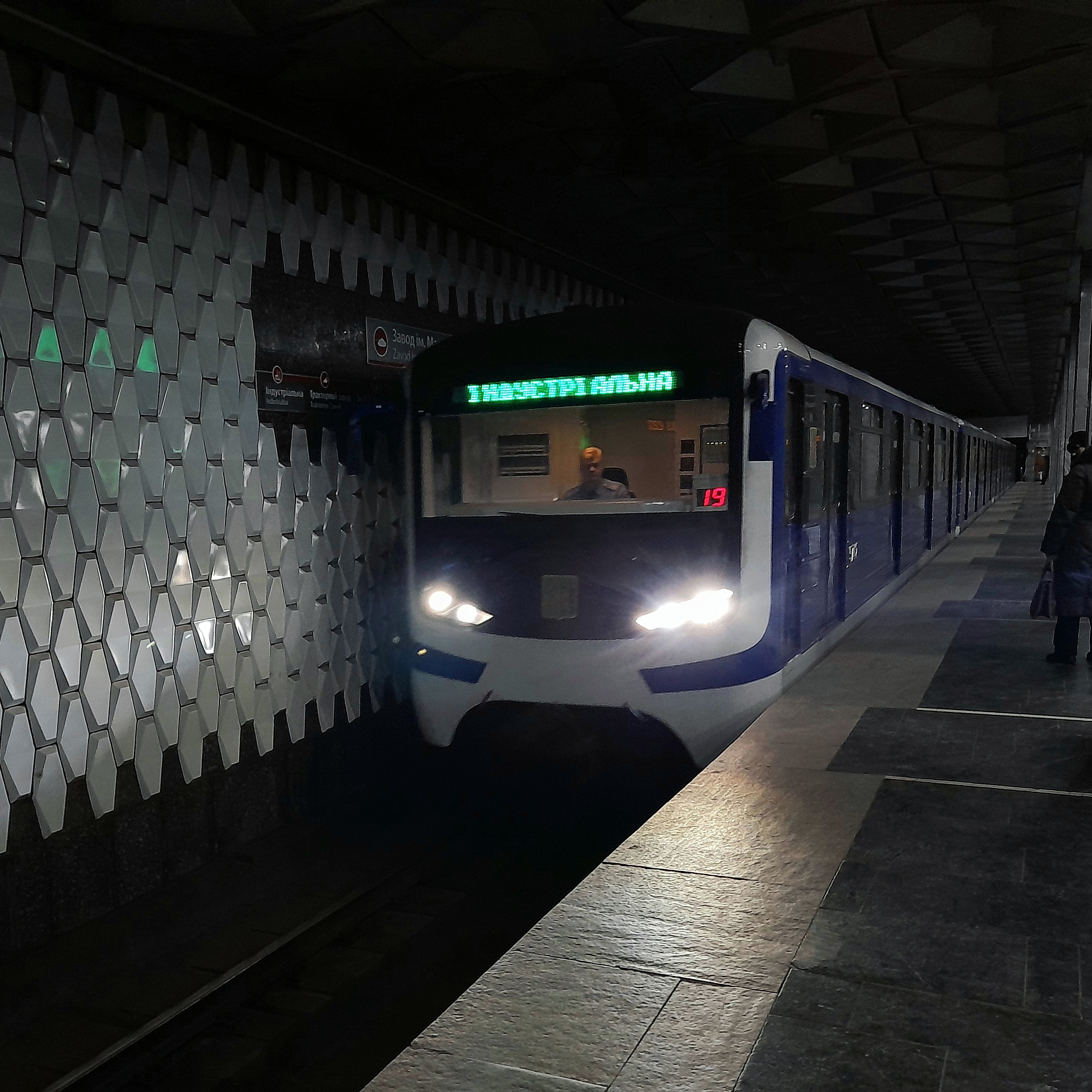
Состав из модернизированных вагонов Еж3 на станции «Завод имени Малышева»

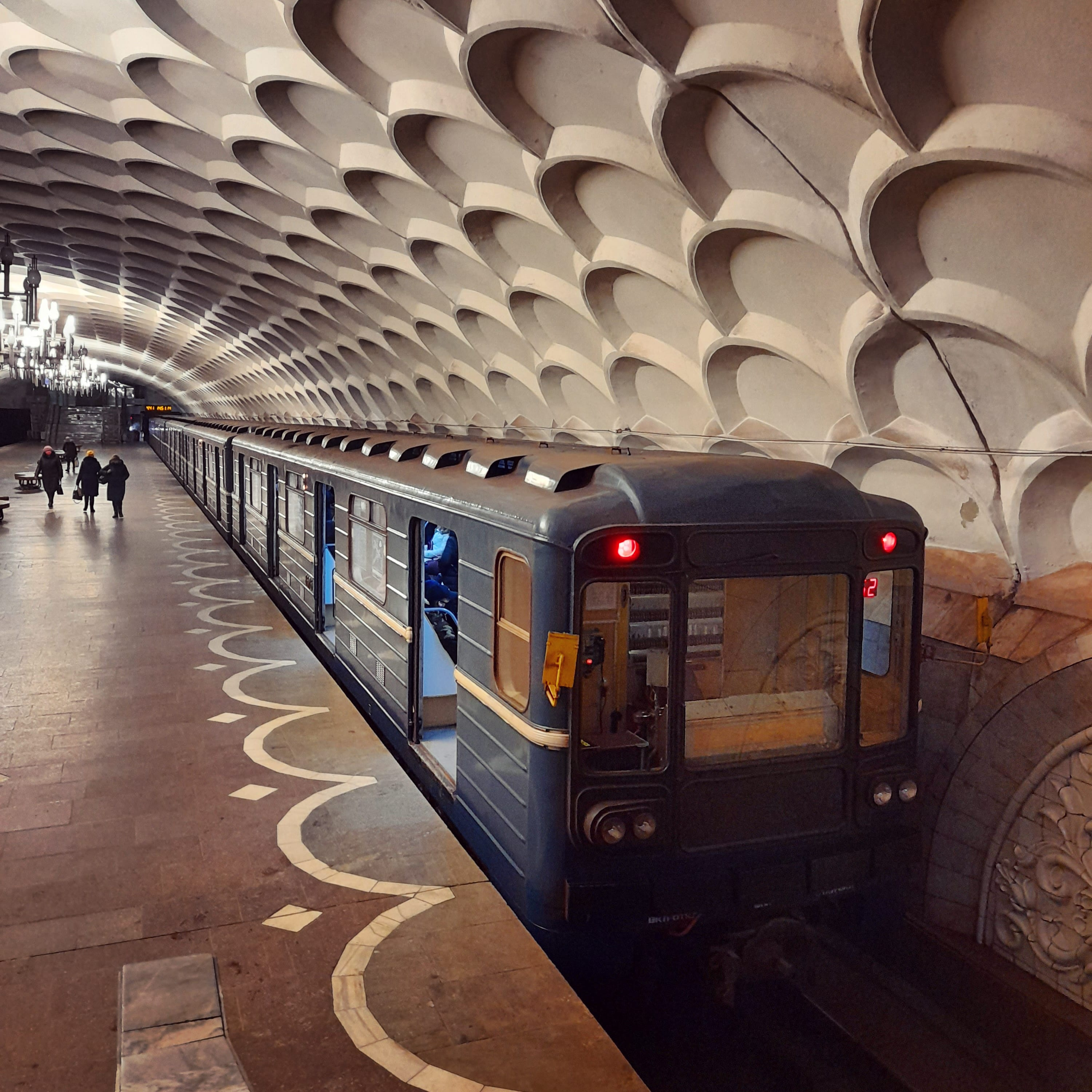
Состав из вагонов 81-717.5/714.5 на станции «Киевская»

В Харьковском метрополитене — вторым, открытым в УССР после Киевского, — 22 августа 1975 года, как и в остальных городах стран постсоветского пространства (включая Алма-Ату с поездами «Hyundai Rotem»), применяется русская колея — 1520 мм. Для питания электропоездов энергией применяется расположенный сбоку от путей третий (контактный) рельс, подача напряжения осуществляется с нижней стороны рельса, принимаемый башмаком токоприёмника.

## Линии эксплуатации
| # | Название | Цвет    | Подвижной состав                                         | Количество вагонов в составе |
| - | --- | ------- | -------------------------------------------------------- | ---------------------------- |
| 1 | Холодногорско-Заводская (укр. Холодногірсько-Заводська) (ранее Свердловско-Заводская (укр. Свердловсько-Заводська)) | Красный | Еж3/Ем-508Т с модернизациями, 81-717/714 с модификациями | 5                            |
| 2 | Салтовская (укр. Олексіївська)                                                                                      | Синий   | 81-717/714 с модификациями, 81-7036/7037                 | 5                            |
| 3 | Алексеевская (укр. Олексіївська)                                                                                    | Зелёный | 81-717/714 с модификациями, 81-718/719 с модификациями   | 5                            |

## Пассажирский подвижной состав

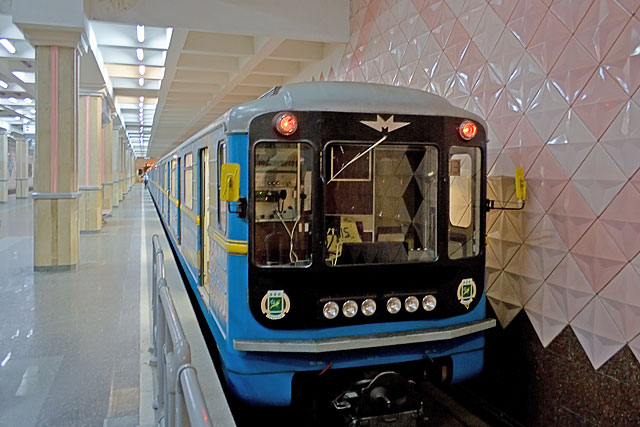
Вагон модели 81-718.2 на станции «23 Августа»

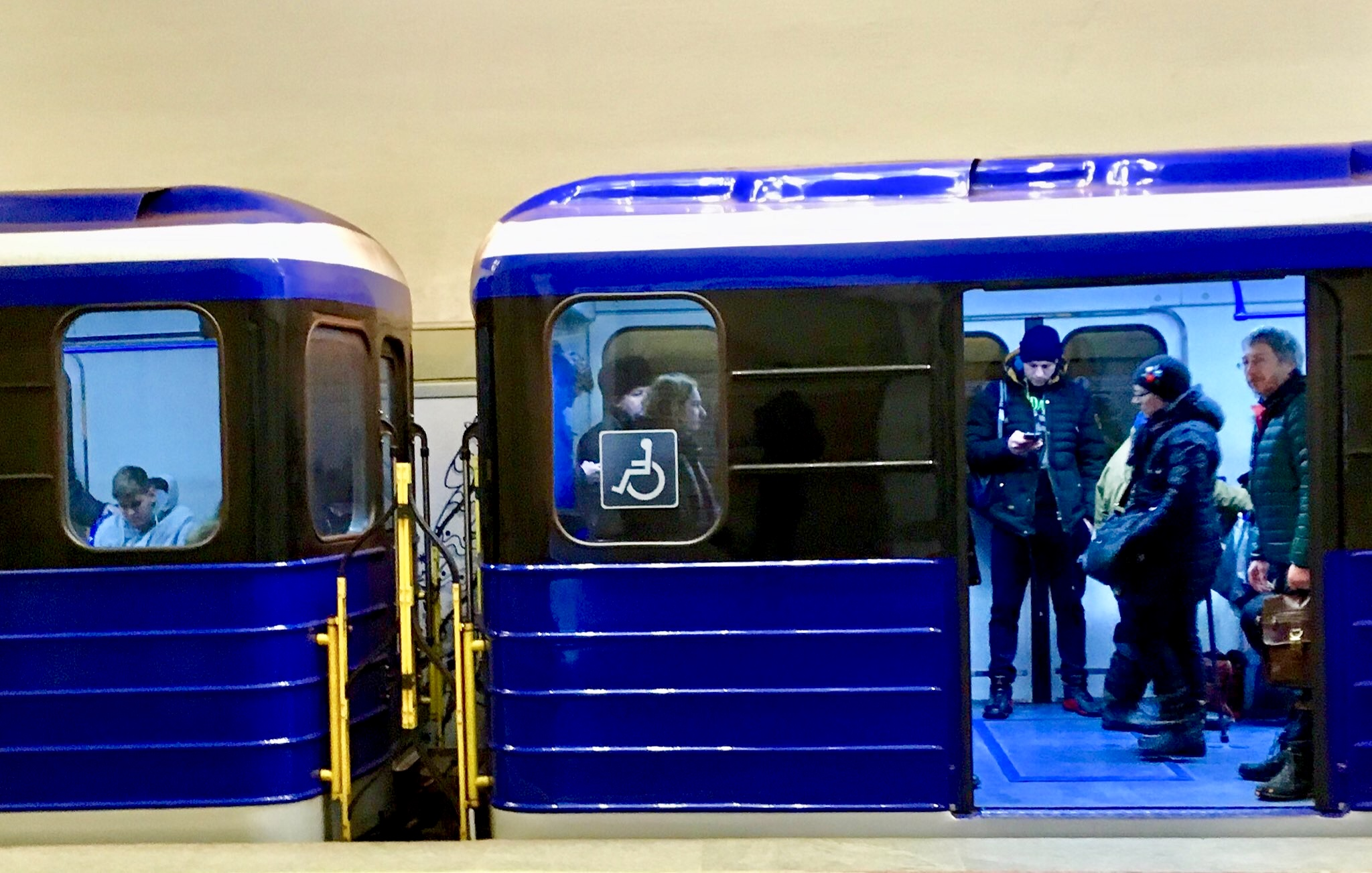
Вагоны обновлённого Еж3

В качестве пассажирского подвижного состава используются не только 77 старых вагонов типа Еж3, 40 вагонов типа Ем-508Т, 112 вагонов типа 81-717/714 и 28 вагонов типа 81-717.5/714.5. Начиная с 1992 года Харьковский метрополитен перешёл на закупку 20 вагонов модели 81-718/719, 5 вагонов модели 81-718.0/719.0 и 15 вагонов модели 81-718.2/719.2, отличающихся более высокими технико-экономическими показателями и комфортом.
В июле 2015 года метрополитен получил 1 новый состав 81-7036/7037.

### Модернизация вагонов Еж3
Летом 2016 года Харьковский метрополитен в рамках программы по глубокой модернизации эксплуатируемых вагонов типа Еж3/Ем-508Т начал своими средствами модернизацию одного из пятивагонных составов Еж3, отчасти схожую c производимой Крюковским вагоностроительным заводом модернизацией вагонов Киевского метрополитена типов Е, Ема-502/Ем-502 и Еж/Еж1 в Е-КМ, с продлением срока их службы на 25 лет. Модернизированные вагоны не претерпели изменений в заводском обозначении (81-710 является альтернативным обозначением Еж3), будучи, в отличие от схожих модернизаций (Е-КМ 81-7080/7081), с коллекторными электродвигателями и реостатно-контакторной системой управления, получив обновлённый внешний вид — в ходе модернизации у головных вагонов была произведена замена лобовых частей («масок») на новые стеклопластиковые, аналогичные устанавливаемым на вагоны Е-КМ; также схожим образом были обновлены отделка салона и кабины машиниста, включая новый пульт управления, установлены межвагонные предохранительные устройства от падения пассажиров на пути и затруднения их проезда между вагонами снаружи. Крыша и низ лобовых и боковых стен окрашивались в белый цвет, верхняя часть боковых стен и бо́льшая часть лобовой части — в чёрный, а нижняя половина боковых стен и декоративные полосы спереди — в тёмно-синий. В течение ближайших нескольких лет метрополитен планирует модернизировать аналогичным образом ещё 10 составов. Стоимость такой модернизации электропоезда составила 44 миллиона гривен.
Салоны головных и промежуточных вагонов имеют по 36 сидячих мест, однако при этом сиденья выполнены раздельными и имеют отдельные спинку и сидушку синего цвета из кожзаменителя. В тамбурных зонах оборудованы стоячие накопительные площадки, при этом в промежуточных вагонах со стороны бывших кабин машиниста над отсеками с оборудованием оборудованы столики с горизонтальными поручнями, пригодные для размещения багажа. Отделка стен и потолка белого цвета, поручни, решётки системы вентиляции и непрерывные световые линии по центру потолка конструктивно схожи с вагонами Е-КМ, но при этом пол имеет серо-синий цвет, а поручни — синий.

После завершения модернизации в августе 2017 года электропоезд поступил в электродепо ТЧ-1 «Московское» (с мая 2022 года — «Немышлянское»), где начал проходить обкатку. 1 сентября 2017 года состоялся запуск поезда с пассажирами на Холодногорско-Заводской линии Харьковского метрополитена. Всего к 2019 году было модернизировано 25 вагонов, сформированные в 5 составов.
- Прибытие, поездка и отправление состава из вагонов Еж3 в Харьковском метрополитене

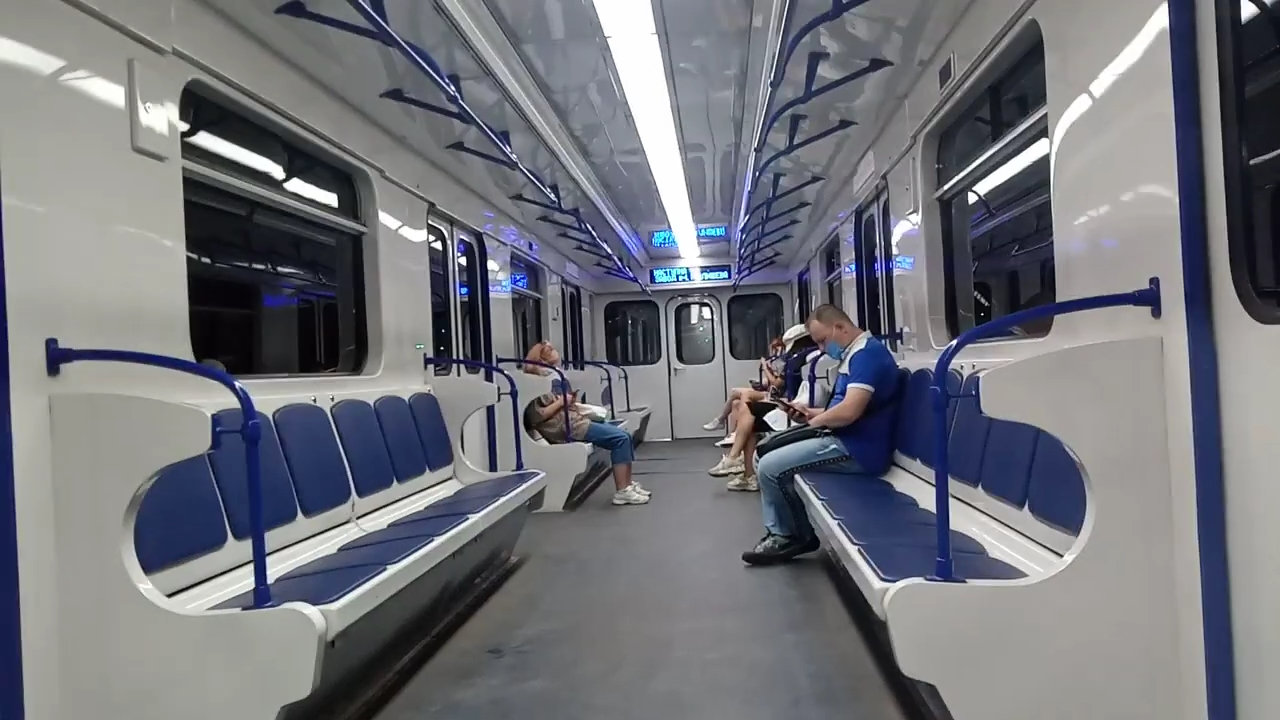
Салон промежуточного вагона

### Подвижной состав, выведенный из регулярной эксплуатации
До 20 июня 2022 года использовался вагон-путеизмеритель типа «Д» № 2302 (единственный вагон этого типа в метрополитене), который был полностью разгромлен в ночь с 20 на 21 июня в результате попадания ракеты в электродепо ТЧ-1 «Немышлянское» в ходе ракетного обстрела Харькова во время российского вторжения.

### Пассажирский подвижной состав как место ночлега во время режима бомбоубежища в метрополитене
Подвижной состав Харьковского метрополитена с начала российского вторжения на Украину, помимо основных пассажирских перевозок во время штатной работы, также используется как место размещения мирного населения для укрытия от бомбёжек Российской армии. В это время останавливается движение по всем линиям и снимается напряжение с контактного рельса вследствие отключения тяговых подстанций.

### Будущие закупки пассажирского подвижного состава
Планируется закупка поездов со сквозным (свободным, межвагонным) проходом, что предполагалось сделать ещё до вторжения России на Украину. Также, аналогично Киевскому метрополитену, планируется передача «Номерных» вагонов Варшавским метрополитеном в количестве двух единиц.
- Электропоезд из вагонов Еж3/Ем-508Т в оформлении «75 лет Великой Победы» на Холодногорско-Заводской линии
- Обновлённый электропоезд Еж3 на станциях «Армейская» и «Дворец спорта»
- Новый электропоезд 81-7036/7037 на станции «Ярослава Мудрого»

## Служебный подвижной состав
В качестве служебного подвижного состава используются 4 автодрезины типа АГМу, 4 мотовоза типа ДМм, 1 автодрезина типа АЛг, 1 автодрезина типа ДГКУ для работы на наземной территории депо и 1 вагон для маневровых работ в депо типа Еж3.

## В компьютерных играх
В дополнении (моде) «Metrostroi Subway Simulator» к игре «Garry's Mod» в Steam представлен пассажирский подвижной состав Харьковского метрополитена (в том числе выведенный из эксплуатации) в виде вагонов «Д», «Е», Еж3/Ем-508Т, 81-717/714 и 81-718/719 с модификациями, функционирует в виде аддонов в Steam Workshop. Дополнение отличается от других компьютерных симуляторов поезда высокой реалистичностью.